# Diocesi di Amparo
La diocesi di Amparo (in latino Dioecesis Amparensis) è una sede della Chiesa cattolica in Brasile suffraganea dell'arcidiocesi di Campinas. Nel 2022 contava 304.097 battezzati su 456.145 abitanti. È retta dal vescovo Luiz Gonzaga Fechio.

## Territorio

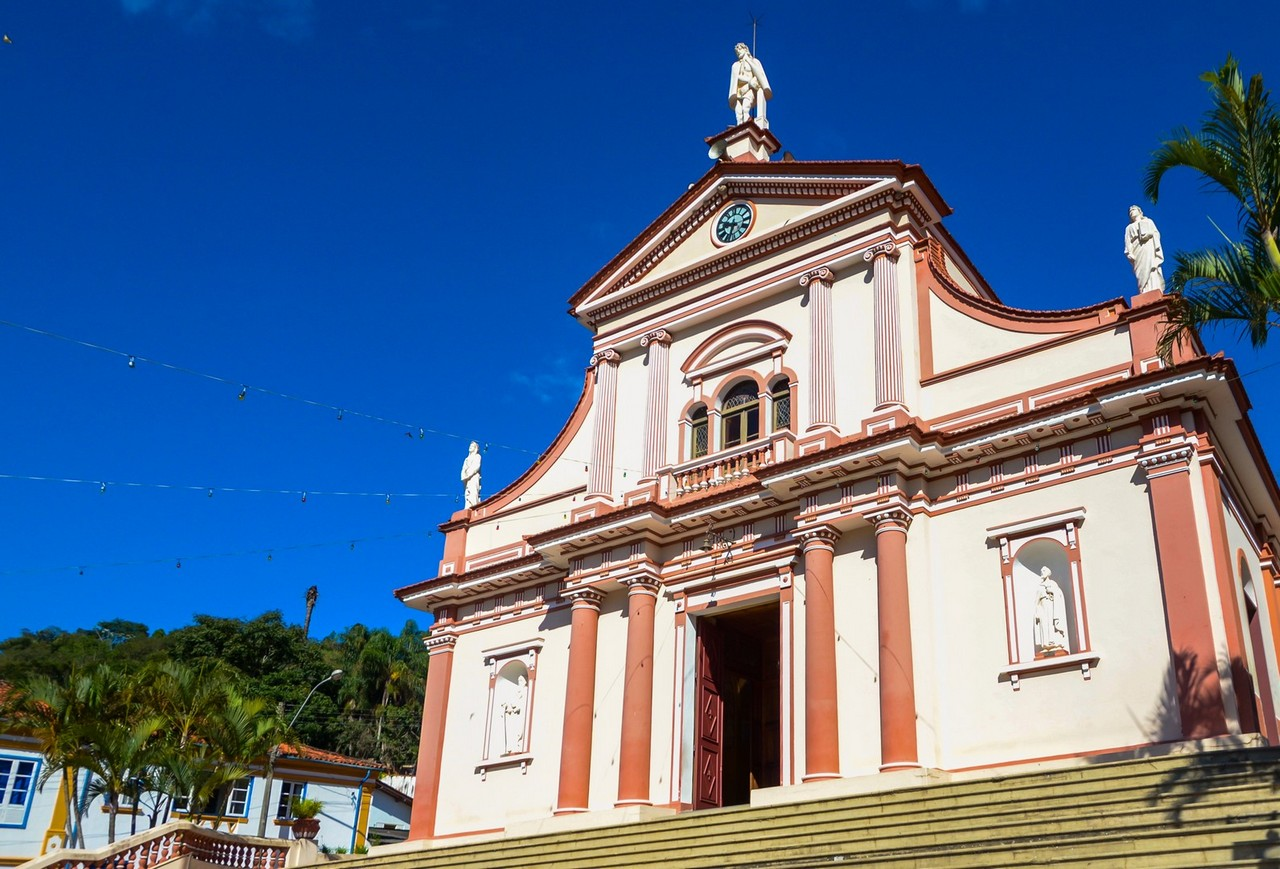
Il santuario diocesano Senhor Bom Jesus di Monte Alegre do Sul.

La diocesi comprende 11 comuni nella parte orientale dello stato brasiliano di San Paolo: Amparo, Águas de Lindóia, Holambra, Itapira, Lindóia, Mogi Mirim, Monte Alegre do Sul, Pedreira, Jaguariúna, Santo Antônio de Posse e Serra Negra.
Sede vescovile è la città di Amparo, dove si trova la cattedrale di Nostra Signora dell'Amparo (Nossa Senhora do Amparo). A Monte Alegre do Sul sorge il santuario diocesano Senhor Bom Jesus.
Il territorio si estende su 2.355 km² ed è suddiviso in 34 parrocchie, raggruppate in 5 foranie: Nossa Senhora do Rosário, São José, Nossa Senhora da Penha, Sant’Ana e Jesus Bom Pastor.

## Storia
La diocesi è stata eretta il 23 dicembre 1997 con la bolla Ecclesiae Universae di papa Giovanni Paolo II, ricavandone il territorio dall'arcidiocesi di Campinas e dalla diocesi di Limeira.

## Cronotassi dei vescovi
Si omettono i periodi di sede vacante non superiori ai 2 anni o non storicamente accertati.
- Francisco José Zugliani (23 dicembre 1997 - 14 luglio 2010 ritirato)
- Pedro Carlos Cipolini (14 luglio 2010 - 27 maggio 2015 nominato vescovo di Santo André)
- Luiz Gonzaga Fechio, dal 6 gennaio 2016

## Statistiche
La diocesi nel 2022 su una popolazione di 456.145 persone contava 304.097 battezzati, corrispondenti al 66,7% del totale.
| anno | popolazione | popolazione | popolazione | presbiteri | presbiteri | presbiteri | presbiteri                | diaconi | religiosi | religiosi | parrocchie |
| anno | battezzati  | totale      | %           | numero     | secolari   | regolari   | battezzati per presbitero | diaconi | uomini    | donne     | parrocchie |
| ---- | ----------- | ----------- | ----------- | ---------- | ---------- | ---------- | ------------------------- | ------- | --------- | --------- | ---------- |
| 1999 | 297.000     | 341.655     | 86,9        | 36         | 22         | 14         | 8.250                     | 1       | 29        | 146       | 22         |
| 2000 | 295.504     | 345.655     | 85,5        | 30         | 19         | 11         | 9.850                     | 1       | 23        | 146       | 22         |
| 2001 | 297.057     | 347.208     | 85,6        | 30         | 19         | 11         | 9.901                     | 1       | 23        | 150       | 22         |
| 2002 | 296.898     | 348.761     | 85,1        | 31         | 20         | 11         | 9.577                     |         | 11        | 155       | 22         |
| 2003 | 295.759     | 350.311     | 84,4        | 35         | 24         | 11         | 8.450                     |         | 11        | 156       | 22         |
| 2004 | 294.530     | 351.095     | 83,9        | 37         | 26         | 11         | 7.960                     |         | 15        | 155       | 24         |
| 2006 | 293.803     | 355.900     | 82,6        | 38         | 28         | 10         | 7.731                     |         | 14        | 157       | 24         |
| 2012 | 309.000     | 376.000     | 82,2        | 44         | 30         | 14         | 7.022                     |         | 18        | 148       | 29         |
| 2015 | 316.700     | 384.800     | 82,3        | 45         | 33         | 12         | 7.037                     | 1       | 12        | 107       | 32         |
| 2018 | 324.470     | 394.000     | 82,4        | 45         | 38         | 7          | 7.210                     | 1       | 9         | 96        | 32         |
| 2020 | 312.940     | 447.056     | 70,0        | 47         | 41         | 6          | 6.658                     | 11      | 8         | 95        | 33         |
| 2022 | 304.097     | 456.145     | 66,7        | 45         | 40         | 5          | 6.757                     | 11      | 7         | 76        | 34         |